# Organzín
Organzín (anglicky organzine silk, německy Organsin (Garn)) je hedvábná příze vyrobená dvoustupňovým skaním z nejméně dvou prvotřídních gréžových nití.
Při předskávání, tzv. filírování, se uděluje jednotlivým nitím (pravý) Z-zákrut, ty se pak spolu druží a při doskávání (mulinování) vzájemně provazují (doleva točeným) S-zákrutem. Výše zákrutu se určuje v závislosti na použití organzínu. Např. příze pro samety mívá 300-400 předskacích a 600-700 doskávacích zákrutů na metr, zatímco osnovní příze Grenadine se stáčí v 1. stupni až se 2000 a ve 2. stupni s 1800 zákruty/m.
Organzin je jedna nejjemnějších přízí vyrobených z přírodních materiálů. Používá se v jemnostech 1,8-2 tex, při kterých dosahuje tažnou pevnost 30-40 cN/tex a tažnost 15-22 %.
Použití: velmi jemné tkaniny (ponžé,  habutai  aj.), šicí nitě, krajky